# Gelis ariamus
Gelis ariamus är en stekelart som beskrevs av Schwarz 1998. Gelis ariamus ingår i släktet Gelis och familjen brokparasitsteklar. Inga underarter finns listade i Catalogue of Life.